# A.S. Sancolombano Calcio
AS Sancolombano Calcio là một câu lạc bộ bóng đá Ý có trụ sở tại San Colombiaano al Lambro, Lombardia. Đội bóng hiện tại thi đấu ở Serie D.

## Lịch sử

### Thành lập
Câu lạc bộ được thành lập vào năm 1970.

### Serie D
Trong mùa giải 2012-13 đội đã được thăng hạng từ Eccellenza Lombardy bảng B lên Serie D.

## Màu sắc và huy hiệu
Màu của đội là màu đỏ.